# Fadd
Fadd ist eine ungarische  Großgemeinde im Kreis Tolna im Komitat Tolna. Zu Fadd gehören die Ortsteile Dombori, Dombori üdülőtelep und Vólentöböl.

## Geografische Lage
Fadd liegt 16 Kilometer nordöstlich des Komitatssitzes Szekszárd und 6 Kilometer nordöstlich der Kreisstadt Tolna an einem toten Arm der Donau. Nachbargemeinden sind Gerjen, Dunaszentgyörgy und Fácánkert.

## Geschichte
Im Jahr 1907 gab es in der damaligen Großgemeinde 1024 Häuser und 5535 Einwohner auf einer Fläche von 10.569 Katastraljochen. Sie gehörte zu dieser Zeit zum Bezirk Dunaföldvár im Komitat Tolna.

## Gemeindepartnerschaften
- Großharthau, Deutschland
- Joseni (Harghita), Rumänien

## Söhne und Töchter der Stadt
- József Szarka (* 1923), ungarischer Hochschullehrer

## Sehenswürdigkeiten
- György-Bartal-Denkmal, erschaffen 1939 von László Dicenty
- Nepomuki-Szent-János-Statue, erschaffen 1894
- Reformierte Kirche
- Römisch-katholische Kirche Szentháromság, erbaut 1864
- Szentháromság-Säule, erschaffen 1904 von Ede Kálmán
- Zwei Plastiken im Ortsteil Dombori aus den Jahren 1966 und 1981

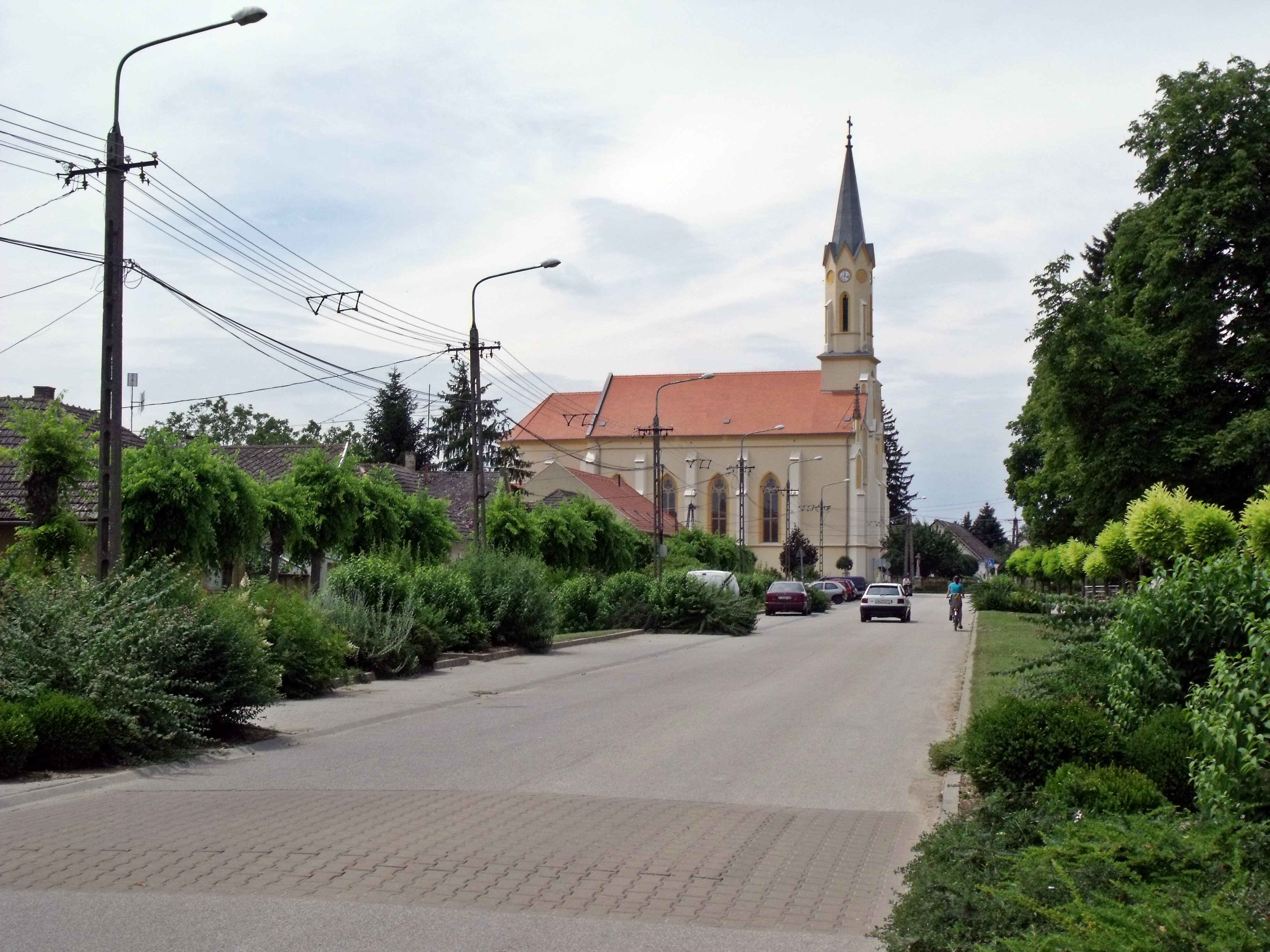
Römisch-katholische Kirche Szentháromság
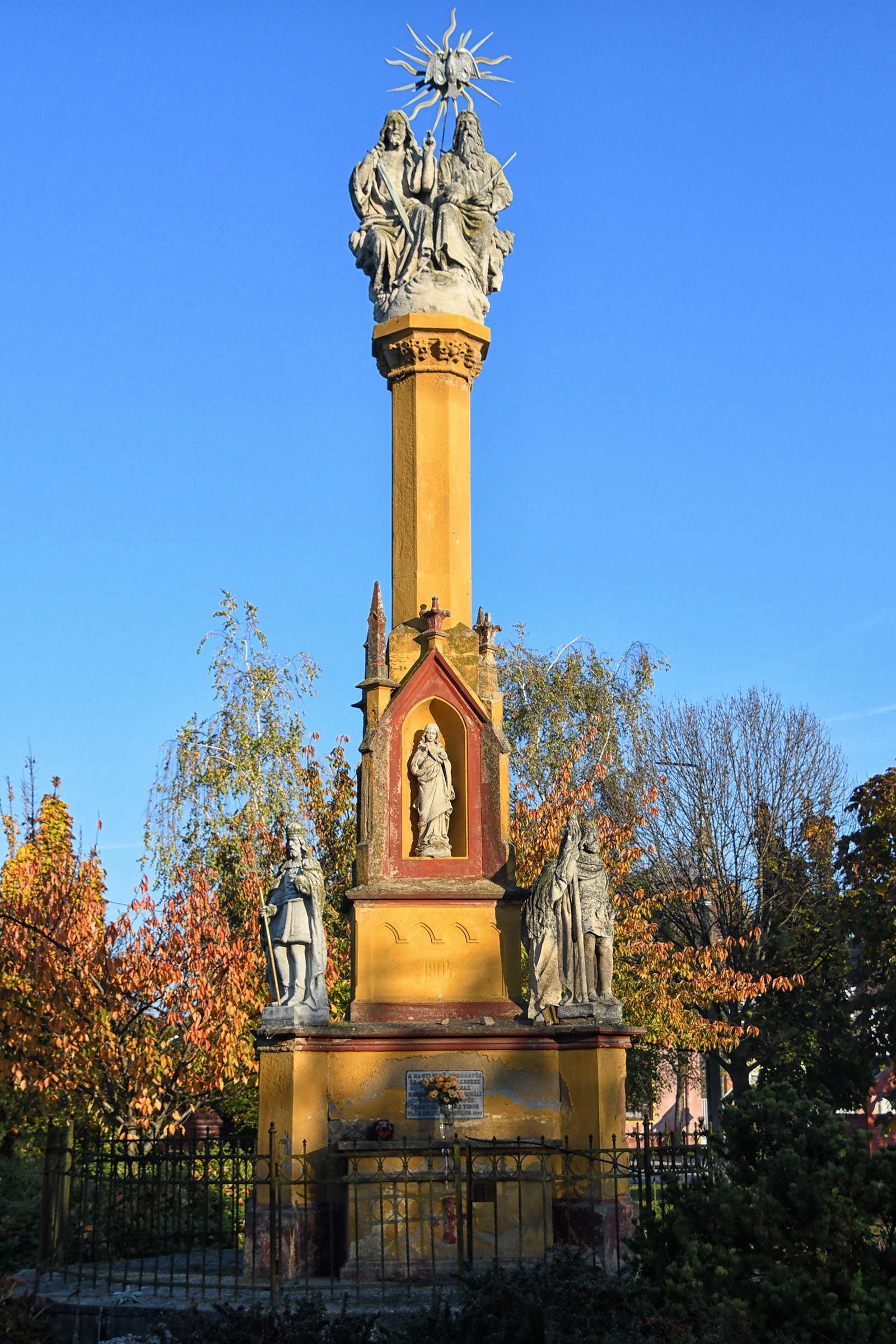
Szentháromság-Säule
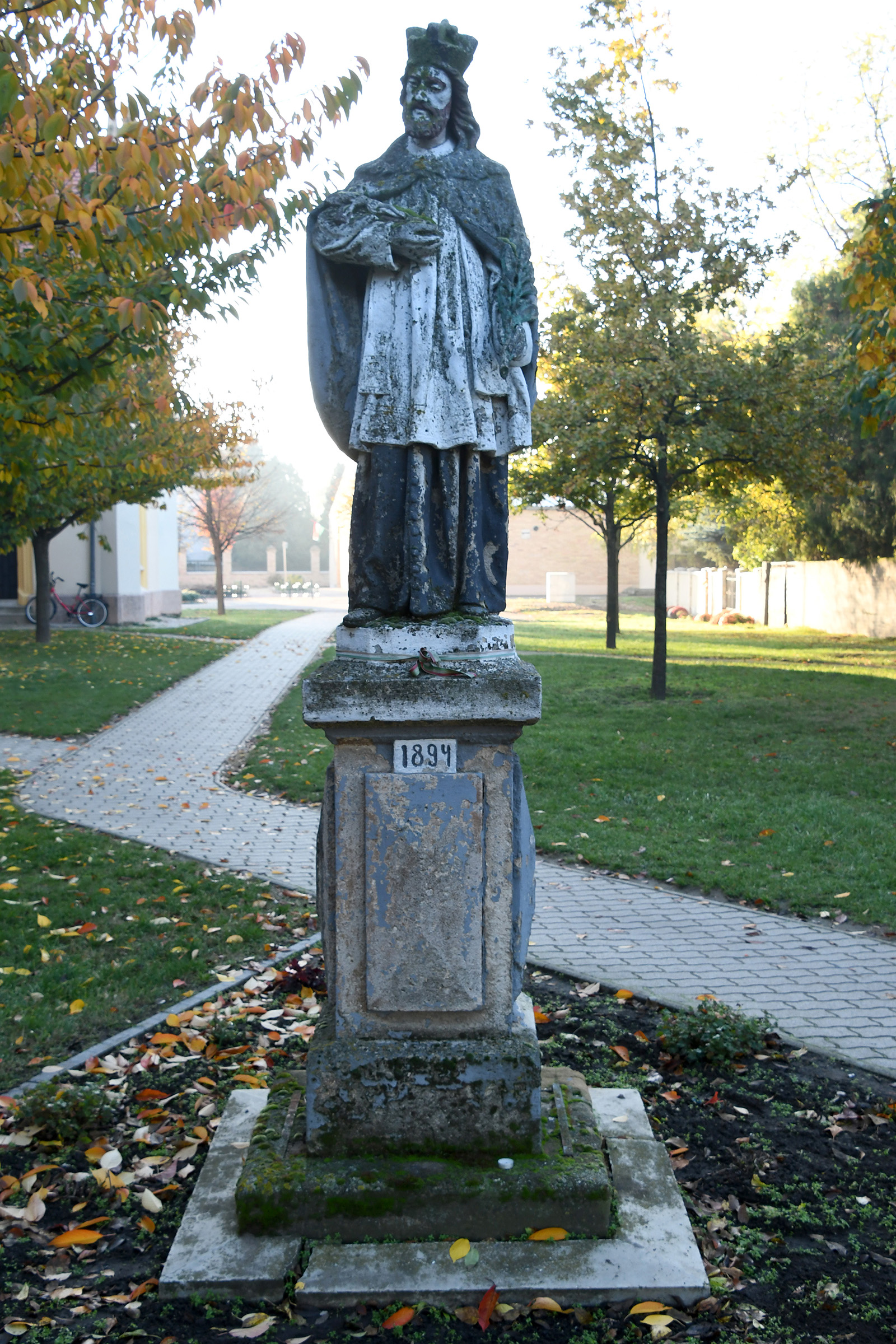
Nepomuki-Szent-János-Statue
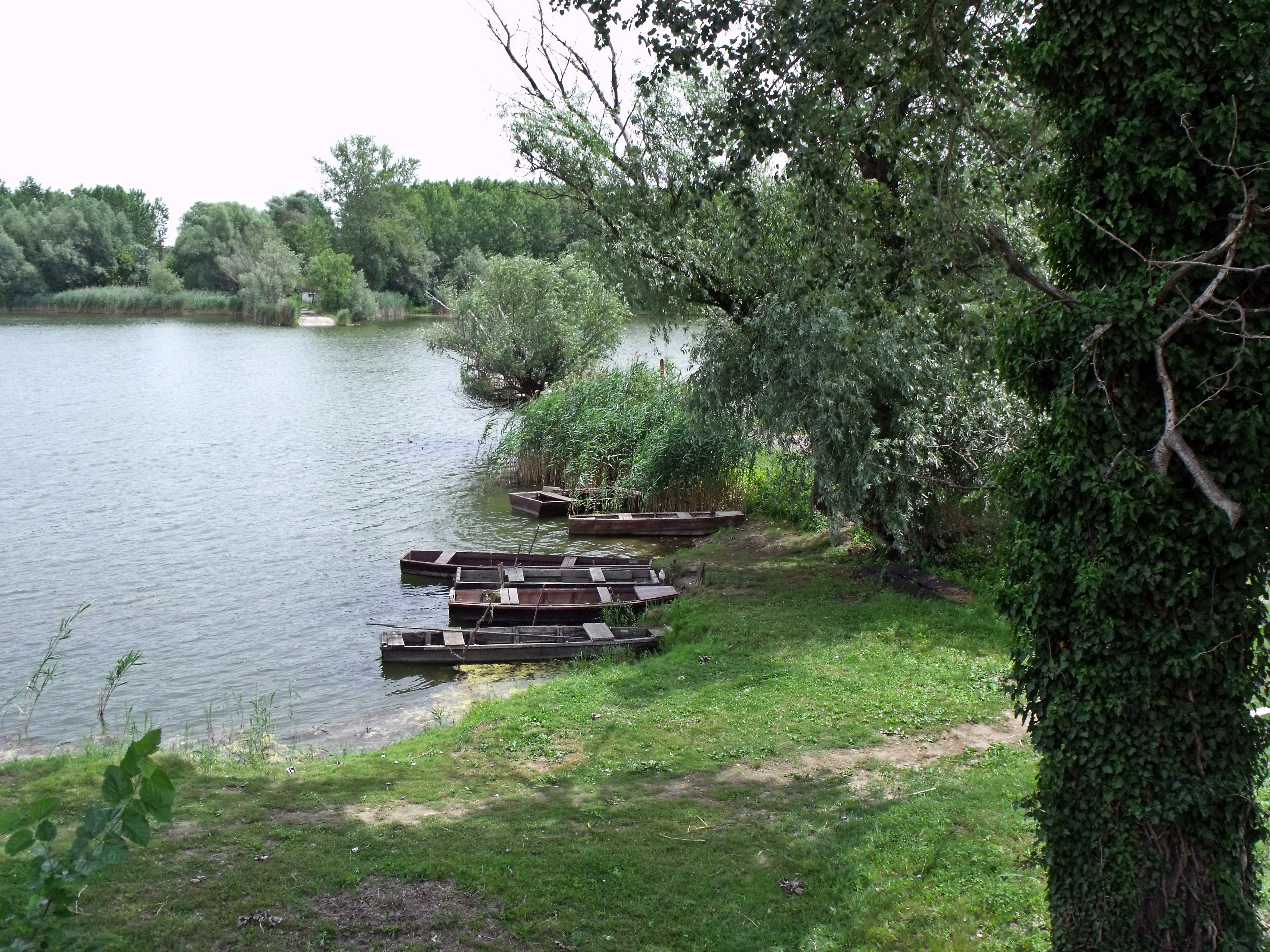
Am toten Arm der Donau

## Verkehr
Fadd liegt an der Landstraße Nr. 5112 zwischen Dunaszentgyörgy und Tolna. Es bestehen Busverbindungen nach Gerjen, über Tolna nach Szekszárd sowie über Dunaszentgyörgy nach Paks. Der nächstgelegene Bahnhof befindet sich ungefähr 10 Kilometer südwestlich in Tolna-Mözs.